# Distretto di Youxian
Il distretto di Youxian (遊仙區T, 游仙区S, Yóuxiān QūP) è un distretto della Cina, situato nella provincia di Sichuan e amministrato dalla prefettura di Mianyang.